# Sunjong di Corea
Sunjong, anche conosciuto come Imperatore Yunghui (순종 융희제?, 純宗 隆熙帝?, Sunjong YunghijeLR) (Seul, 25 marzo 1874 – Keijo, 24 aprile 1926), è stato il secondo e ultimo imperatore di Corea.

## Biografia

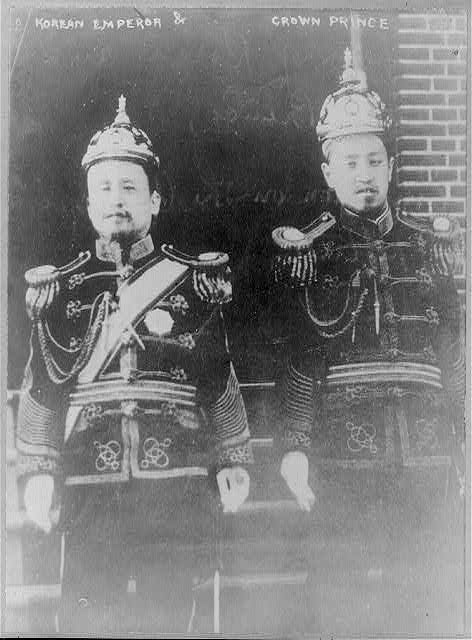

Figlio dell'imperatore Gojong di Corea, fu incoronato imperatore in seguito all'abdicazione forzata del padre nel 1907, per volere dei giapponesi. Durante il suo regno continuò la politica di sottomissione all'impero giapponese, culminata il 22 agosto con la firma del trattato di annessione nippo-coreano con cui Sunjong di fatto rinunciava al trono, trasformando la Corea in una colonia giapponese.